# Tongmuxi
Tongmuxi är en ort i Kina. Den ligger i provinsen Hunan, i den södra delen av landet, omkring 240 kilometer väster om provinshuvudstaden Changsha. Antalet invånare är 640.
Runt Tongmuxi är det ganska tätbefolkat, med 230 invånare per kvadratkilometer. Närmaste större samhälle är Qiaojiang, 14,8 km norr om Tongmuxi. I omgivningarna runt Tongmuxi växer huvudsakligen savannskog.
Genomsnittlig årsnederbörd är 1 921 millimeter. Den regnigaste månaden är maj, med i genomsnitt 308 mm nederbörd, och den torraste är december, med 52 mm nederbörd.